# Film paletizable

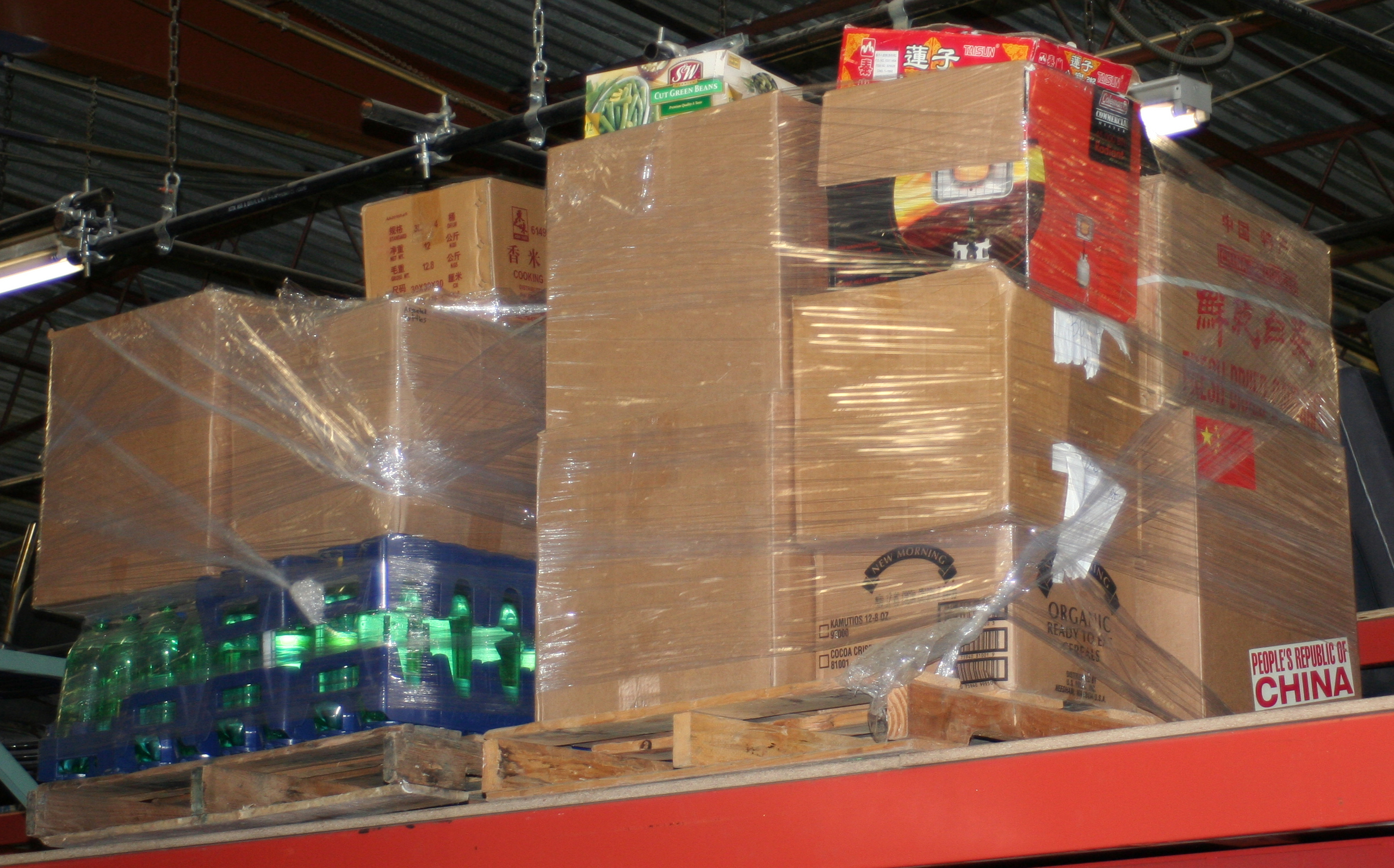
Palé con film plástico.

 El film paletizable también conocido como Película Stretch, Película Estirable o Stretch Film (en inglés) es un film de plástico que se utiliza para enfardar la mercancía sobre el palé. El film para enfardado de cargas se fabrica con Polietileno Lineal de Baja Densidad y se distribuye en bobinas de diferentes anchos, largos, espesores y características. Por su facultad de estirarse sin romperse, se agrupa también dentro de los denominados «films estirables».
El film paletizable ha vivido en los últimos años una gran revolución técnica gracias a los avances en densidades y resistencias hasta el punto de que hoy un film de 7 micras es suficiente para asegurar una carga sobre el palé (hace pocos años, la medida mínima eran 23 micras). Asimismo, se ha producido un mejor aprovechamiento del metro cuadrado gracias a las nuevas técnicas de preestiramiento. El resultado ha beneficiado al envasador en términos de un menor desembolso de compra de materia prima así como un menor gasto energético.
Algunos de los productos que se pueden encontrar en el mercado son:
- Film de polietileno en bobina para aplicación manual.
- Film de polietileno en bobina para aplicación con máquina enfardadora.
- Film en bobina ya preestirado para con un menor espesor que las películas tradicionales.
- Film impreso con el logotipo de la compañía u otros mensajes.
- Film estirable en malla o perforado, indicado para productos frescos.

- Datos: Q8961681